# Prisión Playa Negra
Prisión Playa Negra (en.: Black Beach) ist ein Gefängnis auf der Insel Bioko in der Hauptstadt Malabo in Äquatorialguinea. Es gilt als eines der berüchtigtsten Gefängnisse in Afrika.

## Geschichte
Das Gefängnis wurde in den 1940ern erbaut während der Zeit der spanischen Kolonialherrschaft in Spanisch-Guinea. Anfangs wurden gewöhnliche Straftäter dort inhaftiert, aber nach der Unabhängigwerdung 1968 und der Bildung der Diktatur von Francisco Macías Nguema wurden viele politische Gegner eingekerkert und im Gefängnis getötet, unter anderem Bonifacio Ondó Edu und Edmundo Bossio.
Das Gefängnis liegt direkt neben dem Präsidentschaftsviertel.

## Haftbedingungen
Die Behandlung der Insassen gilt als besonders rücksichtslos und brutal. Medizinische Behandlung wird gewöhnlich verweigert und die Essensrationen sollen besonders klein sein. Die Mindestgrundsätze der Vereinten Nationen für die Behandlung der Gefangenen der Vereinten Nationen werden grundsätzlich missachtet. Folter, Schläge und Vergewaltigungen sind ebenfalls üblich, ebenso wie summarische Gerichtsverfahren, Hinrichtungen und Zwangsarbeit.

## Personen
- Präsident Teodoro Obiang Nguema Mbasogo ist selbst ehemaliger Governor des Black Beach Prison.
- Sein Onkel und Vorgänger, Francisco Macías Nguema, wurde dort nach seinem Sturz 1979 inhaftiert und durch ein Erschießungskommando hingerichtet.

Bekannte Verantwortliche sind Bonifacio Nguema Esono Nchama (Vizepräsident) und Carmelo Bico (Polizeichef), sowie Salvador Ondó Elá, ein älterer Sergeant, der 1979 zusammen mit Macías vor Gericht gestellt wurde.

### Insassen
Nach dem Putschversuch 2004 gegen Präsident Teodoro Obiang Nguema Mbasogo bestand eine Gruppe ausländischer Haftinsassen, unter anderem Nick du Toit und Simon Mann Am 2. und 3. November 2009 wurden sie aus humanitären Gründen durch eine Amnestie des Präsidenten entlassen.
Weitere einheimische Insassen waren:
- Ramón Esono Ebalé der 6 Monate in Black Beach verbrachte, bis er im März 2018 entlassen wurde, nachdem ein Polizist zugegeben hatte, dass er ihn auf Geheiß seines Vorgesetzten fälschlich angeklagt hatte.[7]

- Francisco Macias
- Miguel Eyegue †
- Rafael Upiñalo (Movimiento) †
- Bonifacio Ondó Edu †
- Edmundo Bossio †
- Martín Puye (Movimiento para la Auto-determinación de la Isla de Bioko, Movement for the Self-Determination of Bioko Island, MAIB) †
- Saturnino Nkogo †
- Cristino Seriche Bioko
- Salvador Elá Nseng
- Agustín Nze Nfumu
- Gaspar Gomán
- Eloy Eló
- Weja Chicampo
- Fabián Nsue (Unión Popular de Guinea Ecuatorial, UP)
- Felipe Ondo Obiang (Fuerza Demócrata Republicana, FDR)
- Plácido Micó (Convergencia para la Democracia Social, Social Democratic Convergence for Social Democracy, CPDS)
- Cipriano Nguema Mba